# Самохін Микола Єрмолайович
Микола Єрмолайович Самохін (1 жовтня 1913 — 27 березня 1978) — радянський військовий льотчик, в роки Другої світової війни — командир авіаційної ланки 11-го окремого розвідувального авіаційного полку 3-ї повітряної армії, капітан. Герой Радянського Союзу (1943).

## Життєпис
Народився в селі Стара Карань (нині — село Гранітне Мирненської селищної громади Волноваського району Донецької області, Україна).
У лавах РСЧА з серпня 1934 року. Того ж року вступив до 11-ї військової школи пілотів імені Пролетаріату Донбасу, а у 1936 році закінчив Смоленську військову авіаційну школу пілотів.
Учасник радянсько-фінської війни 1939—1940 років, нагороджений орденом Червоної Зірки.
Учасник німецько-радянської війни з червня 1941 року. Воював на Брянському в бомбардувальній авіації, де здійснив 36 бойових вильотів на бомбардування скупчень військ і техніки супротивника на літаку СБ. З серпня 1942 року — в 11-му окремому розвідувальному авіаційному полку на Калінінському фронті. Член ВКП(б) з 1942 року. До травня 1943 року здійснив 136 бойових вильотів на повітряну розвідку
Після закінчення війни продовжив військову службу. У лютому 1947 року капітан М. Є. Самохін вийшов у запас. Мешкав у місті Ростов-на-Дону, де й помер. Похований на Північному кладовищі.

## Нагороди
Указом Президії Верховної Ради СРСР від 2 вересня 1943 року «за зразкове виконання бойових завдань командування на фронті боротьби з німецькими загарбниками та виявлені при цьому відвагу і героїзм» капітану Самохіну Миколі Єрмолайовичу присвоєне звання Героя Радянського Союзу з врученням ордена Леніна і медалі «Золота Зірка» (№ 1262).
Також нагороджений двома орденами Червоного Прапора (05.01.1943, 24.08.1943), орденом Червоної Зірки (07.04.1940) і медалями, в тому числі «За бойові заслуги» (03.11.1944).